# 셀리나 가스파린
셀리나 가스파린(이탈리아어: Selina Gasparin, 1984년 4월 3일~)은 스위스의 바이애슬론 선수이다. 소치에서 열린 2014년 동계 올림픽에 참가하여 여자 바이애슬론 15km 개인전 경기에서 은메달을 획득했다.

## 성적

### 올림픽
| 년도   | 개최지        | 개인 | 스프린트 | 추적 | 단체출발 | 릴레이 | 믹스 릴레이 |
| ------ | ------------- | ---- | -------- | ---- | -------- | ------ | ----------- |
| 2010년 | 캐나다 밴쿠버 | 40위 | 56위     | 48위 | -        | -      | -           |
| 2014년 | 러시아 소치   | 은   | 13위     | 15위 |          |        |             |